# SWANU
La South West Africa National Union (SWANU) és el més antic partit polític de Namíbia, format el 1959. Molts dels seus membres són d'ètnia herero, mentre que el moviment rival SWAPO està format majoritàriament per ovambos.
A diferència del SWAPO, continua sent un partit radical, socialista i nacionalista.
El seu cap és Rihupisa Kandando.
A les eleccions de 1999 formà una "Aliança Socialista" amb el Workers' Revolutionary Party però només va obtenir el 0,35% dels vots.
A les eleccions de 2004 va obtenir només 3.610 vots, el 0,44% del total.